# نهر آزول (أكري)
نهر أزول (بالبرتغالية:Rio Azul)هو نهر في ولاية أكري في غرب البرازيل . وهو رافد لنهر موا. يحدد نهر أزول من الحدود الشرقية للجزء الشمالي من منتزه سيرا دو ديفيسور الوطني 